# Le Méridien

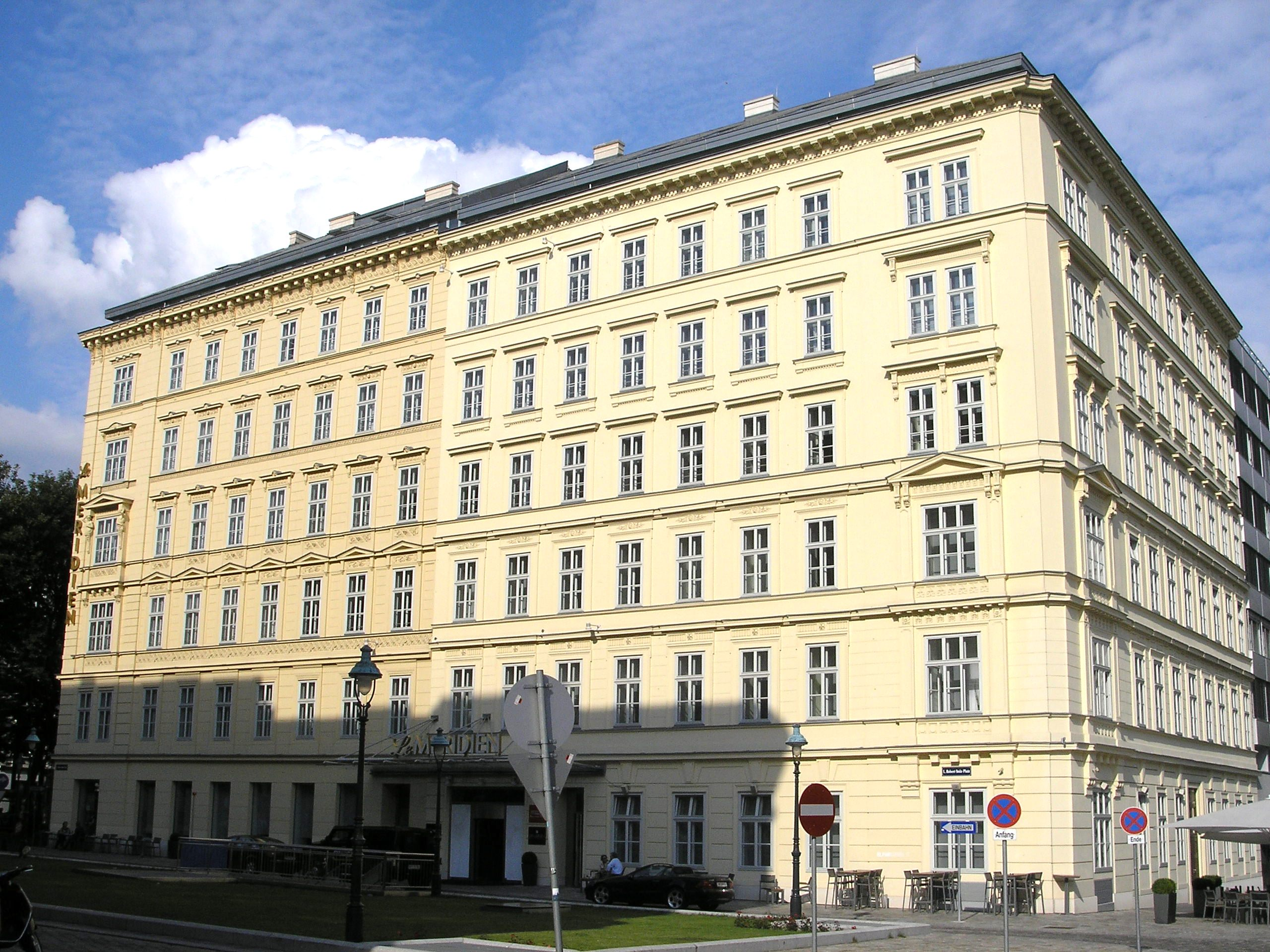
Le Méridien hotel in Wenen.

Le Méridien is van oorsprong een Franse hotelketen. Zoals veel voorkomt in de hotelwereld is ook Le Méridien vaak van eigenaar veranderd. De keten is achtereenvolgens in Brits en Japans eigendom geweest. Sinds 2005 zijn alle hotels van Le Méridien overgenomen door het Amerikaanse bedrijf Starwood Hotels & Resorts Worldwide.
In Nederland was Le Méridien vooral bekend als eigenaar van het Haagse vijfsterrenhotel Des Indes. Nu valt Des Indes onder The Luxury Collection van Starwood.